# Luís Carlos (ur. 1987)
Luís Carlos Eneas da Conceição Lima (ur. 15 czerwca 1987 w Itaberabie) – brazylijski piłkarz występujący na pozycji pomocnika. Wychowanek Fortalezy, w swojej karierze grał także w takich zespołach jak Santo André, Alagoano, Gama, Noroeste, América, Poços de Caldas, Gil Vicente, Zawisza Bydgoszcz, Korona Kielce, Moreirense FC, Zagłębie Lubin, União Madeira i Doksa Katokopia. Posiada także obywatelstwo portugalskie.

## Sukcesy

### Zawisza Bydgoszcz
- Puchar Polski: 2013/14
- Superpuchar Polski: 2014